# Festuca bushiana
Festuca bushiana är en gräsart som först beskrevs av St.-yves, och fick sitt nu gällande namn av Nikolai Nikolaievich Tzvelev. Festuca bushiana ingår i släktet svinglar, och familjen gräs. Inga underarter finns listade i Catalogue of Life.